# Route magistrale 30 (Serbie)
Pour les articles homonymes, voir M30 et Route 30.
La Route Magistrale 30 (en serbe : Државни пут ІВ реда број 30, Državni put IB reda broj 30 ; Магистрала број 30, Magistrala broj 30) est une route nationale de Serbie qui relie entre elles la ville serbe de Ivanjica jusqu’au village de Ušće près de Kraljevo.
À ce jour, elle ne comporte aucune section autoroutière (Voie Rapide en 2 x 2 voies).